# Radu Grigore
Radu Grigore ( n. 17 iulie 1927) este un fost deputat român în legislatura 1990-1992, ales în județul Galați pe listele partidului PNL.